# Spiralothelphusa
Spiralothelphusa is een geslacht van kreeftachtigen uit de klasse van de Malacostraca (hogere kreeftachtigen).

## Soorten
- Spiralothelphusa fernandoi Ng, 1994
- Spiralothelphusa gibberosa Pati & Sudha Devi, 2015
- Spiralothelphusa hydrodroma (Herbst, 1794)
- Spiralothelphusa parvula (Fernando, 1961)
- Spiralothelphusa senex (Fabricius, 1798)
- Spiralothelphusa wuellerstorfi (Heller, 1862)